# Serie 443 de Renfe
La Serie 443 de Renfe es un prototipo de tren, apodado Platanito por los colores de su librea. Su condición de prototipo, diseño aerodinámico y las velocidades que podía alcanzar lo convierten en uno de los trenes más especiales entre los que ha tenido Renfe.
Este tren, basado en la serie ETR 401 de la FS, presenta notables diferencias, aparte del ancho de vía utilizado, en la disposición general de la caja, ventanas, sistema de iluminación exterior y pantógrafos. Fue adquirido con intención de investigar la viabilidad de trenes con caja basculante y las posibilidades que podía ofrecer este sistema en los pasos por curva y hasta cuánto se podían aumentar las velocidades en curva, ya que en España los trazados tienen gran cantidad de curvas y de poco radio debido a la orografía del país.
Pero en 1980, Talgo, que llevaba ocho años investigando estos sistemas, ya tenía listo para circular el Talgo Pendular, con un sistema de pendulación natural, que era más sencillo, más barato y más eficaz que el sistema de pendulación hidráulico que usaba el Pendolino. Debido a esto se abandonaron las pruebas y ensayos del sistema de basculación que tenía este tren. En la actualidad Renfe Operadora dispone de las series  490 y 104, que tiene las evoluciones de estos sistemas, y las series 598 y 594 con el sistema SIBI, que difiere un poco pero también es de basculación activa, no natural.
Entre las novedades de este tren estaba el empleo de giroscopios y acelerómetros para el sistema de basculación, un convertidor estático, velocidad prefijada, ASFA, freno electromagnético de patín o motores suspendidos en la caja. Algunos opinan que todas estas novedades también le convirtieron en un tren con muchas averías por los sistemas tan modernos de que disponía.
En 1977 alcanzó los 200 km/h y en 1979 se empezó a usar durante unos meses en un servicio entre Madrid y Albacete, de 1980 a 1982 circuló entre Madrid y Jaén, a partir de 1984 y durante dos años se utilizó como tren turístico y ya en 1987 realizó sus últimos viajes como tren de pruebas de velocidad alta en la línea de Madrid a Alicante. A las 12 horas 28 minutos del miércoles 6 de mayo de 1987 alcanzó los 206,8 km/h en una de estas pruebas entre las estaciones de Villarobledo y Minaya. Durante mucho tiempo este fue el récord de velocidad en España.
Este tren acabó su vida tras estas pruebas debido al coste que implicaba el mantenimiento de una sola unidad en la serie. Además, daba una cantidad de fallos considerable debido a que era un prototipo. Para muchos se consideró un tren demasiado avanzado para su época con una tecnología a la que todavía le faltaba mucho para prosperar. En la actualidad el platanito se encuentra en una vía muerta de la estación de Castejón adonde llegó en 1994 tras haber recorrido apenas 216 227 km, un kilometraje muy reducido para un vehículo de estas características.